# ソラリス (オペラ)
『ソラリス』 (英: Solaris)は、日本の作曲家、藤倉大が作曲した4幕のオペラである。
作品は、スタニスワフ・レムの同名小説（『ソラリスの陽のもとに』の邦題でも知られる）を原作としている。台本はハリー・ロスが担当した。

## 初演
世界初演は2015年にパリで行われた。
日本初演は2018年に、佐藤紀雄の指揮、アンサンブル・ノマドの演奏のもと、演奏会形式で初演された。

## 配役
| 役名               | 声域     | 初演時の役者 | 日本初演時の役者   |
| ------------------ | -------- | ------------ | ------------------ |
| ハリス             | ソプラノ |              | 三宅理恵           |
| クリス・ケルヴィン | バリトン |              | サイモン・ベイリー |
| スナウト           | テノール |              | トム・ランドル     |
| ギバリアン         | バス     |              | 森雅史             |